# Kazuto Sakata
Kazuto Sakata (jpn. 坂田 和人, Sakata Kazuto), (Kōtō, Tokio, Japan, 15. kolovoza 1966.),  bivši japanski vozač motociklističkih utrka.  

## Uspjesi u prvenstvima
Svjetsko prvenstvo - 125cc
- prvak: 1994., 1998.
- drugoplasirani: 1993., 1995.

Svejapansko prvenstvo - 125cc
- prvak: 1990.

## Vanjske poveznice
- (engl.) motogp.com, Kazuto Sakata  Arhivirana inačica izvorne stranice od 29. lipnja 2022. (Wayback Machine)